# 皮划艇靜水
皮划艇靜水（英語：Canoe sprint）是一项水類運動，运动员要在平静的水面上划划艇或皮艇。比赛类别因船上运动员人数、路线长度以及船只類型而异。比赛距离分为200m、500m和1000m。